# 語音錄音機
語音錄音機是一套內建於Windows的應用程式，可以從麥克風錄製聲音，並相容大部分音效卡。錄音可保存為wma及wav格式，一次可錄60秒甚至更長，質素可達CD標準。